# Lisa Zecchin
Lisa Zecchin (Padova, 18 febbraio 1992) è una pallavolista italiana.
Gioca nel ruolo di palleggiatrice nell'ATA Trento.

## Carriera
La carriera di Lisa Zecchin inizia nelle giovanili della Pallavolo Tre Garofani di Padova; nel 2007 entra a far parte del Vicenza Volley cui disputa la Serie D e, nella stagione 2008-09, la Serie B1: viene promossa in prima squadra nella stagione 2009-10 quando la società muta nome in Joy Volley Vicenza e partecipa al campionato di Serie A2, facendo il suo esordio nella pallavolo professionistica.
Nella stagione 2010-11 veste la maglia del Padova Volley Project, con cui resta per tre stagioni, disputando la Serie B2 e, dalla stagione 2011-12, la Serie B1.
Nell'annata 2013-14 viene ingaggiata dalla Robur Tiboni Urbino Volley, in Serie A1, dove resta per due annate, per poi passare, nella stagione 2015-16, al Promoball Volleyball Flero, sempre nella stessa divisione.
Per il campionato 2016-17 si trasferisce all'ATA Trento, in Serie B2.